# Adam Opel
Adam Opel (Rüsselsheim, Confederación Germánica; 9 de mayo de 1837-Ibidem, 8 de septiembre de 1895) fue el fundador de la marca de coches alemana Opel.
Nació en la ciudad de Rüsselsheim, cerca de Fráncfort del Meno, en Alemania. Su primer trabajo fue como aprendiz en una fábrica de candados. Luego viajó por Europa siendo muy joven aun y quedó fascinado por las máquinas de coser. En 1863 abrió una fábrica para la producción masiva de estas máquinas.
En 1868 se casó con Sophie Marie Scheller. Fruto de esa relación tuvo cinco hijos: Carl, Wilhelm, Heinrich, Friedrich y Ludwig. Todos ellos tomaron parte en los negocios familiares.
En 1885, Opel expandió su producción al campo de las bicicletas pre-ensambladas.
Murió en 1895, siendo su compañía líder europea en máquinas de coser con una producción de unas 2.000 unidades anuales.